# LONG SEASON
『LONG SEASON』（ロング・シーズン）は、フィッシュマンズのスタジオ・アルバムである。1996年10月25日、ポリドールから発売された。『空中キャンプ』、『宇宙 日本 世田谷』とあわせて「世田谷三部作」を成す。オリコンチャートで最高順位100位を記録している。米国「Rate Your Music」の『史上最高の日本の音楽アルバム』にて1位の評価を得ている。

## 評価
2000年、雑誌『BUZZ』で1996年の日本発の傑作アルバムに選ばれた。その中で前田昌彦は「実験性と日常性、荘厳な美しさと些細な可愛らしさが無理なく一つのものに結晶した記念碑的な作品」と本作を評している。

## 収録曲
| 全作詞・作曲: 佐藤伸治。 |                 |          |            |      |
| #                        | タイトル        | 作詞     | 作曲・編曲 | 時間 |
| 1.                       | 「LONG SEASON」 | 佐藤伸治 | 佐藤伸治   | 8:43 |
| 2.                       | 「LONG SEASON」 | 佐藤伸治 | 佐藤伸治   | 5:24 |
| 3.                       | 「LONG SEASON」 | 佐藤伸治 | 佐藤伸治   | 6:33 |
| 4.                       | 「LONG SEASON」 | 佐藤伸治 | 佐藤伸治   | 4:47 |
| 5.                       | 「LONG SEASON」 | 佐藤伸治 | 佐藤伸治   | 9:49 |
| 合計時間:                | 合計時間:       | 35:16    |            |      |

本作は1曲のみの収録だが、便宜上、Track 5まで信号を入れてある。

## パーソネル
- 佐藤伸治 - ヴォーカル、ギター
- 柏原譲 - ベース・ギター
- 茂木欣一 - ドラム
- HONZI - キーボード、ヴァイオリン、アコーディオン、オルガニート20、コーラス
- 関口"DARTS"道生 - ギター、コーラス
- ASA-CHANG - パーカッション
- 佐藤タイジ - ギター
- UA - コーラス
- MariMari - コーラス
- モリモト・マサキ - 口笛
- ブッチー - コーラス
- オオミヤ・ナオコ - コーラス
- オオミヤ・ヨシコ - コーラス
- ZAK - プログラミング[5]

## チャート
| チャート（2016年）    | 最高順位 |
| --------------------- | -------- |
| 日本 オリコンチャート | 100      |

## 発売日の一覧
| 国   | 発売日         | レーベル         | 規格     | カタログ番号 |
| ---- | -------------- | ---------------- | -------- | ------------ |
| 日本 | 1996年10月25日 | Polydor          | CD       | POCH-1602    |
| 日本 | 2009年3月25日  | Milestone Crowds | SHM-CD   | UMCC-9012    |
| 日本 | 2016年5月25日  | USM JAPAN        | アナログ | UPJY-9033    |
| 日本 | 2016年9月7日   | USM JAPAN        | SHM-CD   | UPCY-7175    |